# مايك ماكلولين
مايك ماكلولين (بالإنجليزية: Mike McLaughlin)‏ هو سائق سباق أمريكي، ولد في 6 أكتوبر 1956 في Waterloo, New York ‏ في الولايات المتحدة.

## وصلات خارجية
- الموقع الرسمي
- مايك ماكلولين على موقع Racing-Reference.info (الإنجليزية)